# Юргенс, Адриан Альберт
Адриан Альберт Юргенс (англ. Adrian Albert Jurgens; 1886 — 11 июля 1953) — южноафриканский филателист, удостоенный чести подписать Почётный список выдающихся филателистов Южной Африки в 1948 году и Список выдающихся филателистов Великобритании в 1952 году. В 1940-х годах Юргенс оказался замешан в связанном с обвинениями в фальсификации почтовых марок скандале, который сильно повредил его репутации.

## Биография
Адриан Альберт Юргенс родился в 1886 году.
За обожаемые им розыгрыши Юргенс заработал себе прозвище «Мальчишка Юргенс» (Boy Jurgens).
Он увлёкся коллекционированием почтовых марок только в 1921 году после несчастного случая, приведшего его к частичной инвалидности. Он очень быстро стал экспертом по почтовым маркам Южной Африки и издал несколько книг по этому региону, ставших стандартом отрасли.
В 1944 году Юргенс был удостоен медали Кроуфорда Королевского филателистического общества Лондона за свою работу англ. «The Handstruck Letter Stamps of the Cape of Good Hope from 1792 to 1853 and the Postmarks from 1853 to 1910».
В 1948 году имя Юргенса было внесено в Почётный список выдающихся филателистов Южной Африки
В 1952 году его пригласили поставить свою подпись под Списком выдающихся филателистов Великобритании.
Юргенс скончался 11 июля 1953 года.

## Интересы в коллекционировании
Главной областью коллекционирования Юргенса были почтовые марки Южной Африки, в частности Бечуаналенда и Мыса Доброй Надежды, а мемориальная коллекция Барбары Юргенс «А. А. Юргенс — Мыс Доброй Надежды», состоящая из двадцати томов, находится в изико-музее в Кейптауне. Барбара была дочерью Адриана Юргенса.

## Обвинения в фальсификации
В 1941 году филателистам стало известно о репринтах (перепечатках) «треуголок» Мыса Доброй Надежды «woodblock» номиналом 1 пенни и 4 пенса в цветах оригиналов. Хотя оригинальные стереотипные изображения были искажены вертикальной линией, эта линия неправильно отображалась на репринтах, которые были опасно похожи на оригиналы.
Автором репринтов оказался А. А. Юргенс, который описал всё, что он сделал, в статье в «The South African Philatelist» в мае 1941 года. Юргенс объяснил, что он получил разрешение на изготовление репринтов в чёрном цвете от директора Южноафриканского музея в Кейптауне. Изготовленные репринты должны были экспонироваться в музее в витрине с материалами по истории почты Южной Африки.
К сожалению, Юргенс, похоже, увлекся своим первоначальным успехом, и он также изготовил репринты красного и синего цвета, а также на веленевой бумаге и на бумаге верже. Было изготовлено до 17 листов. Все это было сделано в ноябре 1940 года и в марте 1941 года без ведома филателистического сообщества. Дальнейшие обвинения, связанные с поддельными почтовыми штемпелями на филателистических материалах Мыса Доброй Надежды, и публичная ссора с экспертной комиссией Британской филателистической ассоциации, отнюдь не помогли репутации Юргенса.
Робсон Лоу, как известно, отказался подписывать Список выдающихся филателистов из-за отказа организаторов убрать имя Юргенса. Лоу считал Юргенса фальсификатором. Впрочем, сам Лоу опровергал это.
Несмотря на то, что он был членом Королевского филателистического общества Лондона с 1938 года, некролог Юргенса так и не появился в «The London Philatelist» после его смерти.

## Публикации
- Cape of Good Hope Pre-cancellations.
- The Handstruck Letter Stamps of the Cape of Good Hope from 1792 to 1853 and the Postmarks from 1853 to 1910. — Cape Town, 1943.
- The Bechuanalands: A brief history of the countries and their postal services to 1895. Including information about the postage stamps, postmarks, forgeries and revenue stamps. — London: Royal Philatelic Society, 1946.